# Wernfried Koeffler
Wernfried Koeffler est un écrivain et un diplomate autrichien, ancien ambassadeur. Il a été en poste à Washington, New York (ONU), New Delhi, Caracas, Genève (ONU), Munich, Riga. Il est expert en désarmement, en contrôle des armes conventionnelles et en non-prolifération des armes nucléaires, chimiques et biologiques.

## Sur Wernfried Koeffler
- On trouvera un portrait de Wernfried Koeffler dans l'ouvrage de Jean-Luc Pouliquen Dans le miroir des livres au chapitre sur les écrivains diplomates.